# Fatima Gailani
Fatima Gailani (en pachto : فاطمه گیلانی), née à Kaboul en 1954, est une dirigeante politique afghane et une militante des droits des femmes, qui a auparavant été présidente de la Société afghane du Croissant-Rouge. Elle fait partie de la liste des 100 femmes de la BBC en 2021.

## Biographie
Fatima Gailani est la fille d'Ahmed Gailani (en), le fondateur du Front national islamique d'Afghanistan (en) (FNIA) qui a combattu contre les Soviétiques lors de la guerre soviéto-afghane. Elle obtient son diplôme du secondaire au Centre d'Enseignement Français en Afghanistan. Elle obtient ensuite une maîtrise en littérature persane à l'Université nationale d'Iran et un diplôme en études islamiques au Muslim College (en) de Londres. En exil à Londres dans les années 1980, elle est porte-parole du parti NIFA en Occident,.
Lorsque les talibans prennent le contrôle de l'Afghanistan en 1996, elle convainc Mohammed Sayyid Tantaoui, le grand imam d'al-Azhar (en), de publier une fatwa condamnant l'interdiction par les talibans de l'éducation des filles. Après la chute du régime taliban en 2001, elle retourne en Afghanistan en 2002 en tant que déléguée à la Loya Jirga, puis elle participe à la rédaction d'une nouvelle constitution.
De 2005 à 2016, elle occupe le poste de présidente de la Société afghane du Croissant-Rouge,. En 2017, elle préside la Conférence de la Croix-Rouge.
Au cours du processus de paix afghan (en) après 2018, elle est membre de l'équipe de négociation du gouvernement afghan. Alors qu'elle se remet d'un cancer, elle est l'une des quatre femmes à avoir participé aux pourparlers avec les talibans à Doha, au Qatar, en 2020,.
Après la chute de Kaboul en août 2021, elle déclare que l’équipe de négociation était proche d’un accord de paix "et puis oups, le président a disparu. Pour l’amour de Dieu",. Elle fait partie de la liste des 100 femmes de la BBC en 2021.